# Cena (riu)
El Cena és un riu menut d'uns 14 km a la regió de Zemgale, a Letònia. És un afluent del costat dret del Misa. El riu naix al pantà de Cenas tīrelis, al municipi de Babīte, i desemboca al municipi d'Ozolnieki en el Misa. El riu discorre en tot el seu llarg pels boscos pantanosos de la zona de Jelgava. El seu llit està regulat i redreçat pràcticament en tota la seva longitud

## Afluent
- Spulle.